# 오노다 마사히토
오노다 마사히토(일본어: 小野田 将人, 1996년 5월 4일~)는 일본의 축구 선수이다.

## 구단 경력
그는 2015년 일본 지역 리그의 FC 이마바리에 입단했다. 2017년부터 일본 풋볼 리그로 승격했다. 2028년까지 75경기에 출전하여, 9득점을 넣었다. 2019년 J1리그의 쇼난 벨마레로 이적했다. 2020년 J2리그의 몬테디오 야마가타에서 뛰었다. 2021년 J3리그의 이와테 그루자 모리오카로 이적했다. 2021년 J3리그 준우승으로 J2리그로 승격했다.